# Åke Söderberg
Åke Söderberg, ("Tåget") född 27 augusti 1951 i Timrå, död 28 juni 1988 i Timrå var en svensk ishockeyspelare (forward). Åke Söderberg spelade två A-landskamper för Tre Kronor och representerade Timrå IK i högsta serien i tretton säsonger (1966-1979). Han avslutade sin spelarkarriär med fem säsonger i Bergeforsens SK i dåvarande division II, motsvarande dagens division 1 i ishockey. Han avslutade sin spelarkarriär 1985 och omkom tre år senare. 
"Tåget" vann skytteligan i Timrå IK säsongen 1975/76 tillsammans med Håkan Pettersson. Under sina 13 säsonger (1966-79) i Timrå IK gjorde han 96 mål och 103 assist på 276 matcher.